# Епархия Рюстенбурга
Епархия Рюстенбурга (лат. Dioecesis Rustenburgensis) — епархия Римско-Католической Церкви с центром в городе Рюстенбург, ЮАР. Епархия Рюстенбурга входит в митрополию Претории. Кафедральным собором епархии Рюстенбурга является церковь Святейшего Спасителя.

## История
28 июня 1971 года Римский папа Павел VI издал буллу «Inter rerum», которой учредил апостольскую префектуру Рюстенбурга, выделив её из архиепархии Претории.
18 ноября 1987 года Римский папа Иоанн Павел II издал буллу «Ad beati Petri», которой преобразовал апостольскую префектуру Рюстенбурга в епархию.

## Ординарии епархии
- епископ Henry Lancelot Paxton Hallett C.SS.R.[1] (29.09.1971 — 30.01.1990);
- епископ Kevin Dowling C.SS.R. (2.12.1990 — по настоящее время).

## Источник
- Annuario Pontificio, Libreria Editrice Vaticana, Città del Vaticano, 2003, стр. 958, ISBN 88-209-7422-3
- Булла Inter rerum  (лат.)
- Булла Ad beati Petri  (лат.)